# Slavkovský štít
Der Slavkovský štít (deutsch Schlagendorfer Spitze, ungarisch Nagyszalóki-csúcs, polnisch Sławkowski Szczyt) ist ein 2452 m n.m. hoher Berg in der Hohen Tatra in der Slowakei. Im Bergsteigerjargon heißt der Berg Schlagendorferin (deutsch) oder Slavkovák (slowakisch).
Er befindet sich am Ende eines vom Berg Východná Vysoká am Hauptkamm der Hohen Tatra verlaufenden Seitengrats. Vom Bergmassiv der Bradavica weiter westlich ist der Slavkovský štít durch die Scharte Slavkovské sedlo (Blasy-Scharte/Sattel), weiter nach Osten steht noch der 2273 m n.m. hohe Vorberg Slavkovský nos (Königsnase), danach verliert der Grat an Höhe und endet in der Waldstufe bei Hrebienok (Kämmchen). Nördlich des Berges liegt das Tal Veľká Studená dolina (dt. Großes Kohlbachtal), südwestlich das Tal Slavkovská dolina (dt. Schlagendorfer Tal).

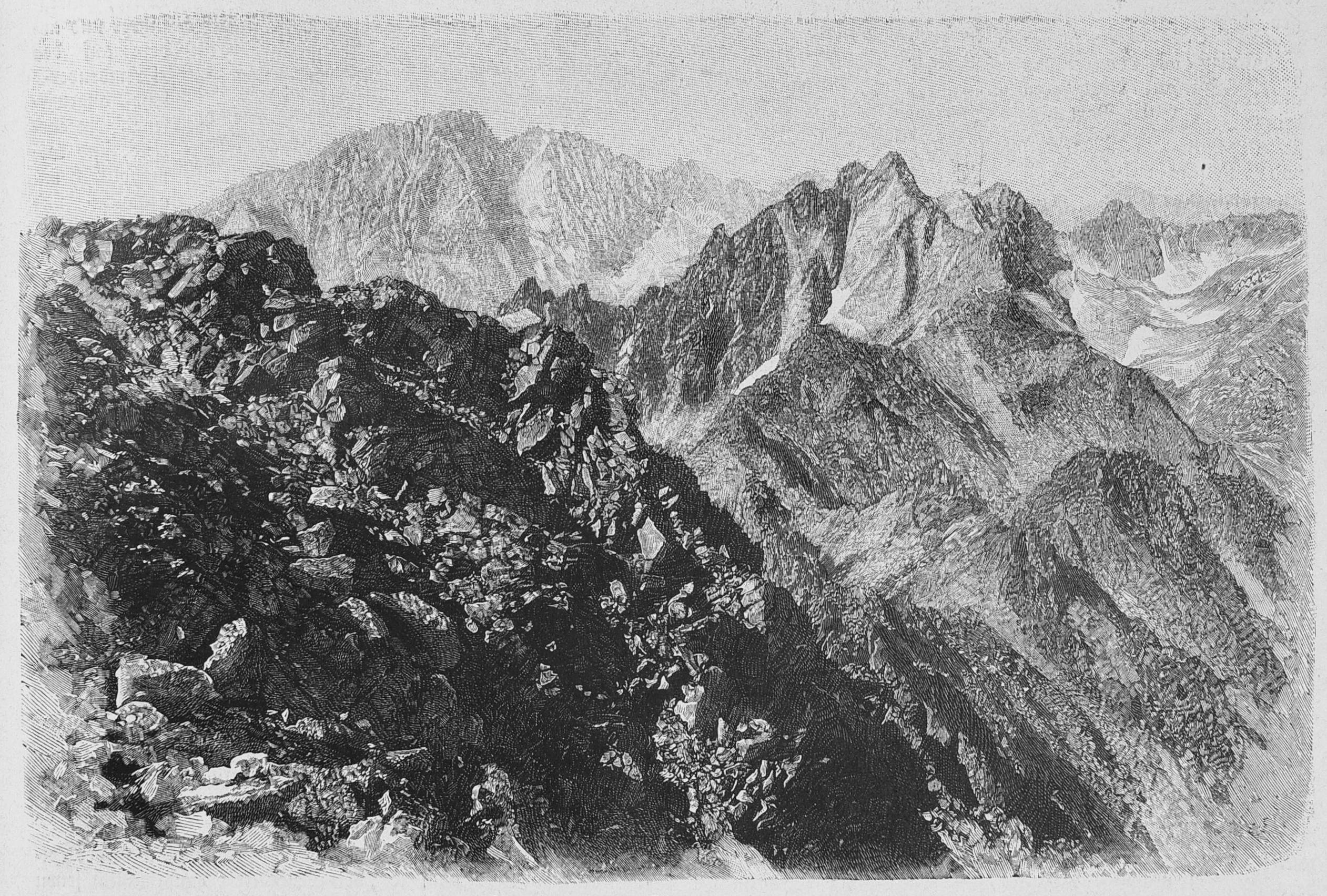
Aussicht von der Schlagendorfer Spitze in der Zeitschrift Die Gartenlaube, 1896

Der Slavkovský štít liegt oberhalb des Orts Starý Smokovec (dt. Altschmecks). Benannt ist er nach der Gemeinde Veľký Slavkov (dt. Großschlagendorf), auf deren Katastralgebiet einst der Berg lag. Die erste bekannte Besteigung erfolgte im Jahr 1664 durch eine Gruppe um Georg Buchholtz d. Ä. und nannte damals den Berg Schlackendorffer rundte Spitze. Damals handelte es sich um ein anstrengendes Unternehmen: zu den Sauerquellen beim späteren Ort Starý Smokovec führte ein Weg, weiter oben befanden sich lediglich schwer erkennbare Pfade sowie dicht wachsende Bergkiefer, dazu mussten die Wanderer Bären von ihren Übernachtungsplätzen abschrecken. Die zwölfköpfige Gruppe erreichte gemeinsam den Vorberg Slavkovský nos, aufgrund Erschöpfung kehrten noch vor dem Gipfel aber acht der Teilnehmer zurück, sodass neben Buchholtz nur Georgenberger Kantor Martin Jani, Student Martin Veisser und ein unbekannter Jäger (zugleich Bergführer) am 25. Juli 1664 die Spitze bezwangen.
In einer Skizze der Hohen Tatra von Georg Buchholtz d. J. aus dem Jahr 1717 erscheint die latinisierte Form Szalokiensis mons. In einer Karte der Nordzips von Florián Czaki aus dem Jahr 1760 ist der sonst kaum belegte Name Hellschober mons, der eventuell etwas mit der Sauerquelle bei Starý Smokovec zu tun hat, verzeichnet. Ab dem 19. Jahrhundert erscheint ausschließlich der vom Namen der Gemeinde Veľký Slavkov abgeleitete Name. In der älteren Literatur wurde immer wieder behauptet, dass der Slavkovský štít bei einem Erdbeben im August 1662 durch das Abreißen von massiven Steinblöcken 200 bis 300 Meter an Höhe verlor, wobei hauptsächlich durch die „runde Form des Bergs mit fehlender Spitze“ argumentiert wurde. Geomorphologische Untersuchungen und historische Quellen konnten diese Hypothese nicht bestätigen, so z. B. redet die Monographie Das weit und breit erschollene Zipser Schnee-Gebürg von Georg Buchholtz d. Ä., der zwei Jahre nach der angeblichen Erdbebenkatastrophe auf dem Gipfel stand, lediglich von einem Wolkenbruch, ein Erdbeben ist nur bei Überlegungen als Möglichkeit erwähnt. Auch andere zeitgenössische Autoren zeigten sich eher skeptisch gegenüber dieser Hypothese.

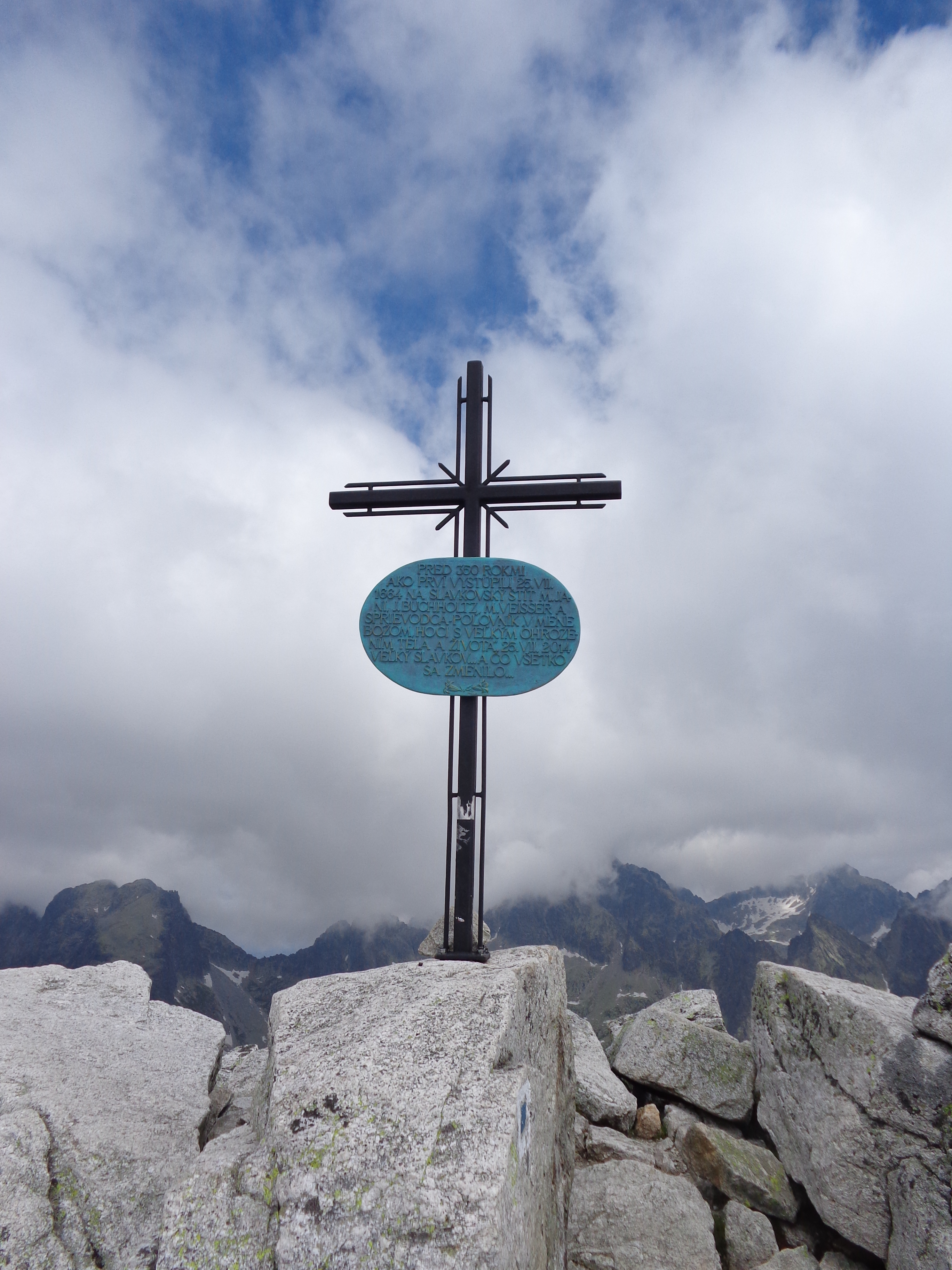
Kreuz mit einer Gedenktafel zum 350. Jahrestag der ersten bekannten Besteigung

Die ersten bekannten Bergsteiger nutzten ungefähr die Route entlang des heutigen Wanderwegs, der von 1881 durch den Ungarischen Karpathenverein (UKV) zuerst zum Aussichtspunkt Slavkovská výhliadka (1531 m n.m., auch Maximiliánka oder deutsch Maxhöhe genannt) und durch Zusammenarbeit von Maximilian Weisz, Direktor des Schmeckser Kurbetriebs, mit dem UKV ab 1901 schrittweise zum Gipfel angelegt wurde. Im frühen 19. Jahrhundert nutzte man jedoch einen Weg von den Seen Slavkovské plieska (Schlagendorfer Seechen) heraus, wo 1878 eine steinerne Herberge errichtet wurde. Diese wurde 1882 durch eine Lawine stark beschädigt und zwar instand gesetzt, aber angesichts des neuen Wegs kaum mehr gewartet. 1873 erreichte Eduard Blásy zusammen mit dem Bergführer Jakob Gellhof zum ersten Mal den Gipfel im Winter. Vor dem Ersten Weltkrieg erschienen Pläne, eine Seilbahn zum Gipfel zu bauen und an die seit 1908 bestehende Standseilbahn Starý Smokovec–Hrebienok anzuschließen: so erhielt 1910 der Budapester Ingenieur Emil Török eine Baugenehmigung vom ungarischen Verkehrsministerium, allerdings konnte er den Bau nicht einleiten und mit Kriegsende wurde das Projekt nicht weiter verfolgt. Nach dem Tod von Maximilian Weisz im Jahr 1925 wurde in Slavkovská výhliadka ein pyramidenartiger Obelisk mit Weisz’ Porträt, Lebensdaten und lateinischer Inschrift Propagator Tatrae exstructor viae huius aufgestellt. Dieses Denkmal wurde während des Zweiten Weltkriegs durch Unbekannte zerstört, dennoch ist der Aussichtspunkt immer noch auch als Maximiliánka bekannt.
Heute ist der Berg bei Touristen beliebt, da er als einer der höchsten Tatra-Berge (nach Rysy und Kriváň) auch ohne einen Bergführer oder Klettern erreicht werden kann. 2014 wurde zum 350. Jahrestag der ersten bekannten Besteigung eine Gedenktafel an das schon 2006 aufgestellte Kreuz installiert.
Den Berg kann man von Starý Smokovec heraus über einen blau markierten Weg erreichen. Es dauert ungefähr 5:15 h hin und 3:50 h zurück, also insgesamt 9 Stunden. Der Weg lässt sich durch die Standseilbahn Starý Smokovec–Hrebienok etwas verkürzen. Auch von Hrebienok, Horský hotel Hrebienok oder Bilíkova chata ist er über einen roten Weg im Verlauf der Tatranská magistrála erreichbar, indem der rote den blauen Weg westlich von Hrebienok kreuzt. Vom 1. November bis zum 31. Mai ist der Weg ab Slavkovská výhliadka gesperrt.